# Malla quirúrgica

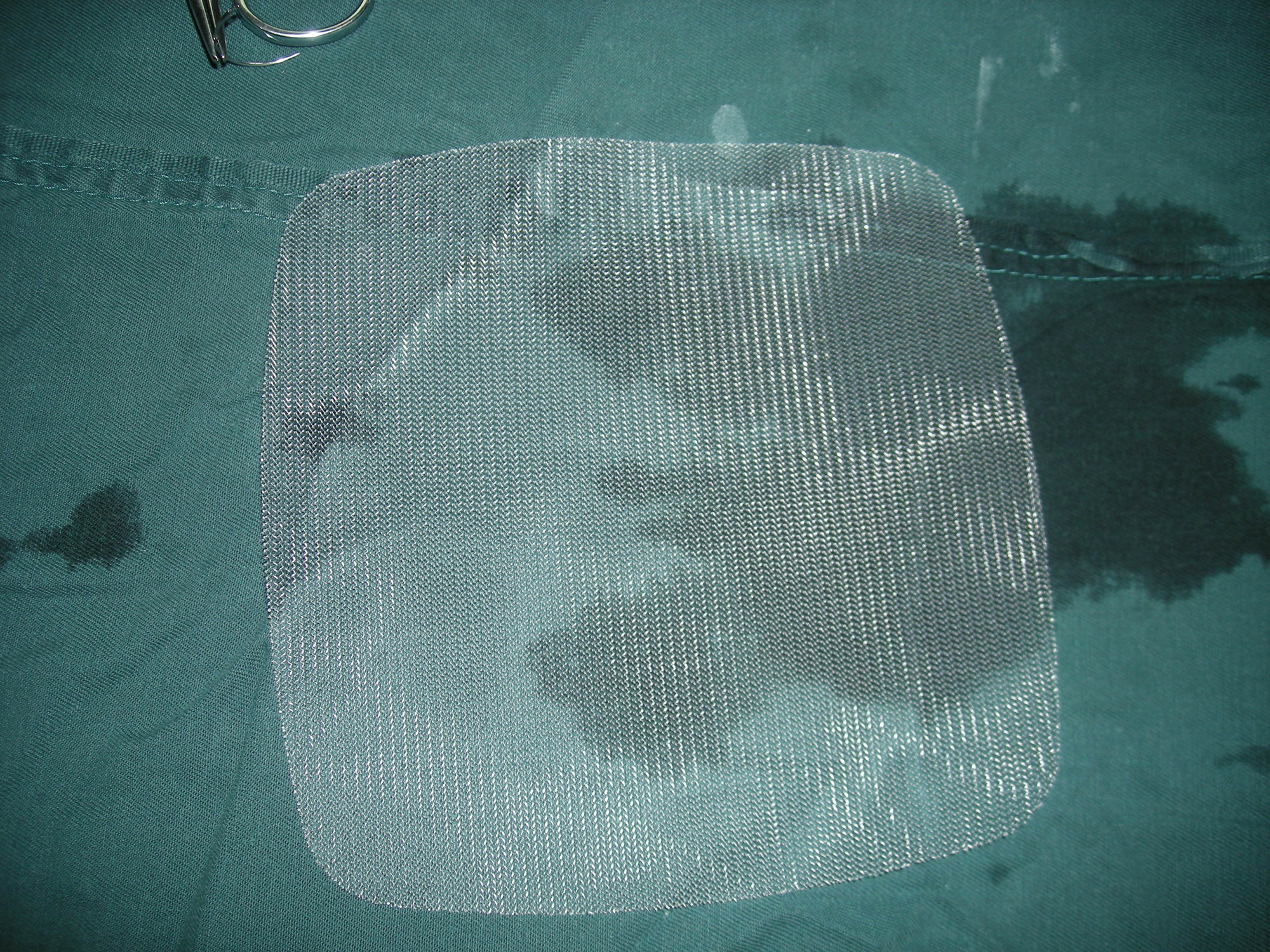
Malla quirúrgica de polipropilè, usada per a l'hèrnia inguinal.

La malla quirúrgica és una làmina, teixida de forma folgada, que s'utilitza com a suport permanent o temporal dels òrgans i altres teixits durant la cirurgia. La malla quirúrgica es crea a partir de materials inorgànics i biològics i s'utilitza en diverses cirurgies. Encara que la cirurgia de reparació de l'hèrnia és l'aplicació més freqüent, també es pot utilitzar per a treballs reconstructius, com ara el prolapse d'òrgans pelvians.

## Malles permanents vs. temporals
Les malles permanents romanen al cos, mentre que les temporals es dissolen amb el temps. Les dades de comportaments mecànics i biològics de malla in vivo poden no ser sempre concurrents dins del cos humà després de les proves en altres organismes. La majoria dels informes publicats s'experimenten en ratolins, creant així la probabilitat de possibles diferències quan s'insereixen en el cos humà. tanmateix, es va poder demostrar que la malla de proves Matrix TIGR el 2012 es va dissoldre completament al cap de tres anys en un assaig científic sobre ovelles. Alguns tipus de malles combinen malles permanents i temporals com ara el Vipro, que inclou el vipril reabsorbible, fabricat a partir de l'àcid poliglicòlic (reabsorbible) conjuntament amb Prolene, un polipropilè no reabsorbible.
Apart d'aquests fets, gran part de les investigacions publicades investiguen malles de referència que posteriorment són eliminades del mercat dels dispositius mèdics a causa de complicacions post-cirurgia. Addicionalment, l'absència de protocols reguladors aprovats per la FDA i els procediments operatius estàndard condueixen als investigadors a diferents mètodes de prova i error, fent que l'experimentació permeti trobar noves malles amb nous resultats. Hi ha una malla quirúrgica no reabsorbible, feta a base de Prolene, que la fabrica Ethicon sota el nom de Proceed, que s'utilitza per a la reparació d'hèrnies i altres lesions fascials.

## Usos mèdics

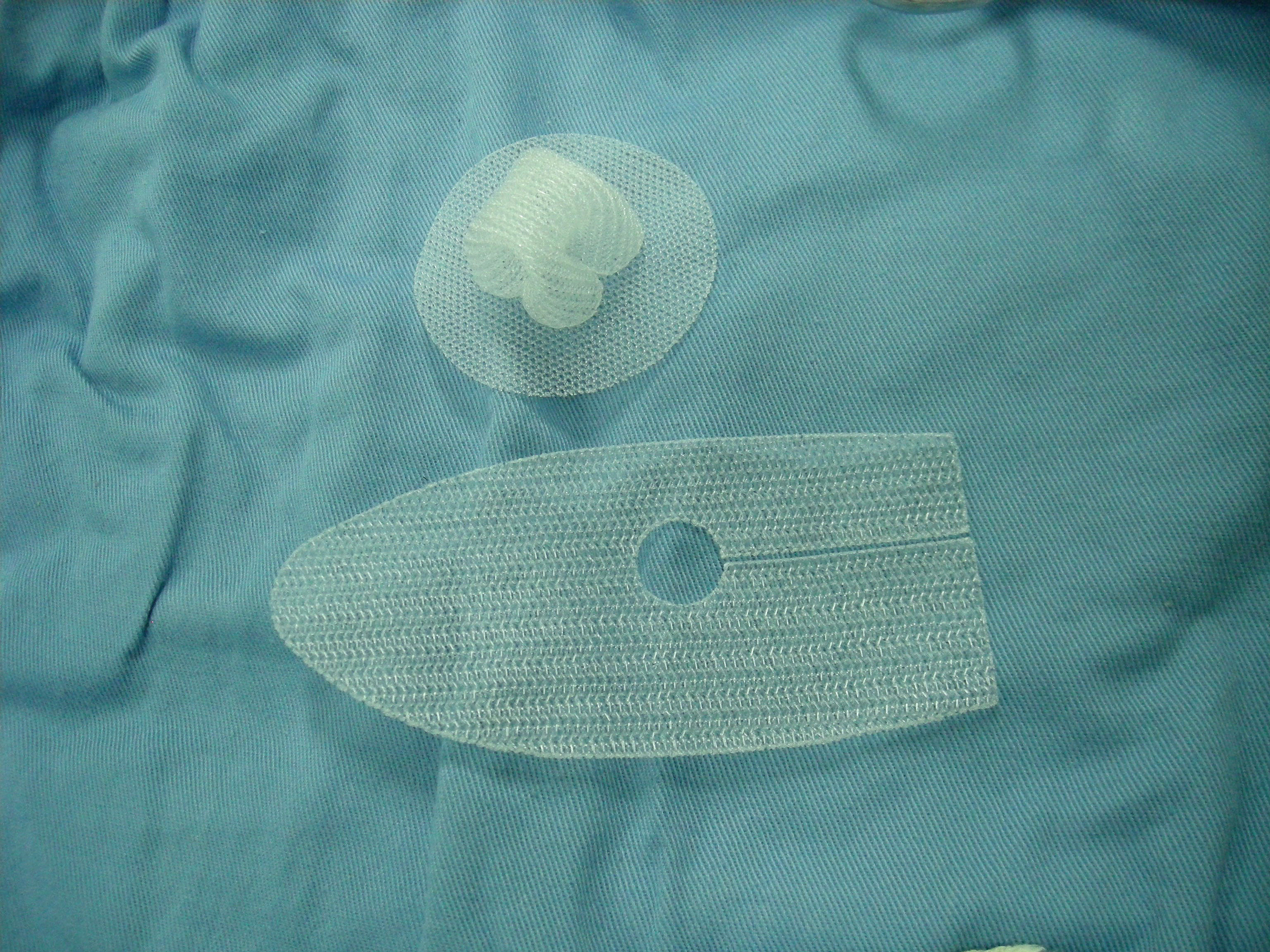
La malla de polipropilè (PP) s'utilitza actualment tant en operacions d'hèrnies com d'organs pèlvics, però potser no sempre és l'opció més biocompatible.

La funció primària de la malla quirúrgica és donar suport a òrgans prolapsats de forma temporal o permanent. S'utilitza més freqüentment en la cirurgia d'hèrnia a l'abdomen, que cal quan un òrgan sobresurt a través dels músculs abdominals. La malla quirúrgica també es pot utilitzar per a les reconstruccions de la paret pèlvica o vaginal en dones i es posa en pràctica per afegir com a guia de creixement del teixit deteriorat. Idealment, aquests implants haurien de ser prou forts per sobreviure a càrregues mecàniques i accions de la part del cos en què es converteixin.

### Cirurgia d'hèrnia
La cirurgia d'hèrnia és una de les aplicacions actuals més freqüents de la malla quirúrgica. Les hèrnies ocorren quan els òrgans o el teixit adipós s'acumulen a través d'obertures o àrees musculars debilitades, generalment a la paret abdominal. S'introdueix malla quirúrgica per reforçar la reparació del teixit i minimitzar la taxa de recurrència. La cirurgia es pot realitzar mitjançant laparoscòpia (internament) o oberta amb una varietat de materials disponibles per a la pròtesi. El polipropilè (PP) és el tipus de malla més utilitzat, encara que pot ser incòmode per al pacient després de la seva implantació. Un altre tipus menys utilitzat en la cirurgia d'hèrnia és el tereftalat de polietilè (PET), que pot portar complicacions, ja que es degrada fàcilment al cap d'alguns anys d'implantació, esborrant els efectes de la cirurgia. També s'utilitza el politetrafluoretilè (PTFE), però es fabrica en forma de fulla (làmina) i té dificultats per integrar-se en el teixit circumdant, per tant, perd estabilitat.

### Cirurgia pelviana
Similar a la cirurgia d'hèrnia, també es solen utilitzar malles sintètiques per als prolapses d'òrgans a la regió pelviana. El prolapse d'òrgans pelvians es produeix en un 50% de dones majors de 50 anys amb un historial d'un o més parts vaginals al llarg de la seva vida.  La cirurgia fent ús de malla es pot realitzar en diverses zones de la regió pelviana, com cistocele, rectocele i volta o úter vaginal. El material més utilitzat, com en la cirurgia d'hèrnia, és el PP, que es considera que té una biocompatibilitat acceptable a la regió pelviana; indueix una resposta inflamatòria lleu, encara que té una tendència a adherir-se a les vísceres.
La paret vaginal té tres capes: mucosa, muscular, adventícia. Quan es produeix el prolapse, les fibres suaus de la musculatura queden compromeses. També s'ha vist que el prolapse a les dones augmenta la rigidesa de la pelvis, especialment en el cas de les dones post-menopàusiques. La malla quirúrgica que s'utilitza en la reconstrucció pelviana ha de contrarestar aquesta rigidesa, però si el mòdul d'elasticitat és massa elevat, no aguantarà suficientment els òrgans. Al contrari, si la malla és massa rígida, la malla erosionarà els teixits adjacents i les respostes inflamatòries causaran complicacions post-quirúrgiques.
Apart d'això, la malla té la força suficient per suportar les accions bàsiques i el comportament dels teixits en condicions fisiològiques, especialment durant la regeneració de teixits a través de la pròpia malla.  L'àrea està sotmesa a una gran varietat de càrregues que van des dels continguts abdominals, la pressió dels músculs abdominals/diafragmes i els òrgans genitals, així com les accions respiratòries. Per a la dona mitjana d'edat reproductiva, la pelvis ha de suportar càrregues de 20 N en posició supina, 25-35 N en posició dempeus i 90-130 N al tossir. Qualsevol malla que s'implanti a la zona pelviana ha de ser prou forta per suportar aquestes càrregues.